# Оніричний гротеск
Оніричний (від дав.-гр. ὄναρ, ὄνειρος, грец. όνειρο — сон, мрія) гротеск — це вид художньої образності, який постає в оніричному просторі, де образ може набувати найрізноманітніших форм, він деформується найхимернішим та найпарадоксальнішим чином під час перебування героя в стані сну. Це втеча реальної людської свідомості в оніричний простір несвідомого, де людина спроможна зняти окови реального світу, тягар реально існуючих проблем і конфліктів, і перебувати, нехай і уві сні, але в царині фантастичного і парадоксального, казкового і страшного, містичного і провісного. Кожен з цих двох термінів «гротеск» і «оніричне» у поєднанні виконують дуже важливу і складну роль: з одного боку гротеск виступає немов своєрідним кодом для самого сну героя, він допомагає розшифрувати той психічний стан, у якому знаходиться герой і відтворити найглибші страхи, або навпаки найпотаємніші бажання, а іноді своїми гротескними образами несе провідницьку функцію, немов побічно застерігаючи героя про якусь подію. З іншого боку, завдяки такому сполученню, виходить доволі складний дует, адже сон — сфера, де гротеск не фіксує себе в одному самому образі, він змінюється, з'являється і зникає, а отже це приводить до труднощів слідкувати за самим сюжетом, не завжди ясно чи це вже реальність, чи все ще «той простір», де може статися що завгодно. Оніричне і гротеск — це спосіб контактування несвідомого з неможливим, який допомагає глибше дослідити внутрішній світ індивідуального стану людини.